# Hennig Brandes

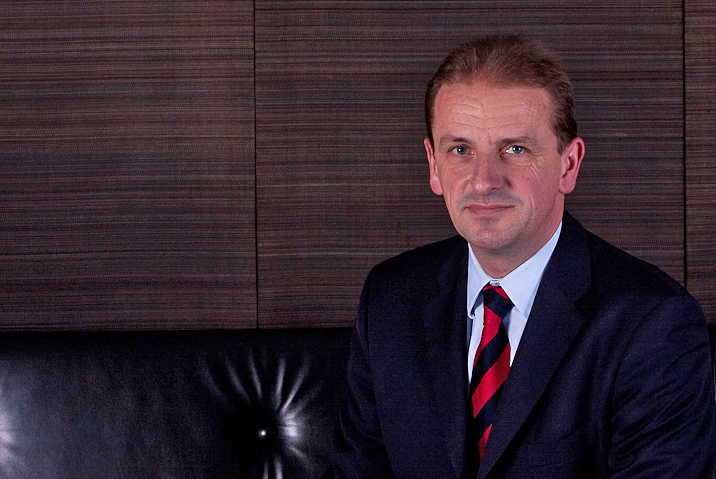
Hennig Brandes 2009 als Landtagsabgeordneter

Hennig Brandes, auch Henning Brandes (* 5. Mai 1958 in Braunschweig) ist deutscher CDU-Politiker und gehörte von 2003 bis 2010 dem Niedersächsischen Landtag an. Von März 2010 bis März 2020 war er Verbandsdirektor des kommunalen Zweckverbandes Großraum Braunschweig.

## Leben
Hennig Brandes machte sein Abitur an der Neuen Oberschule Braunschweig. Danach studierte er Forstwissenschaft an der Universität Göttingen, erwarb das Diplom zum Forstwirt und trat nach dem Großen Staatsexamen in den höheren Verwaltungsdienst des Landes Niedersachsen ein. Er wohnt im Braunschweiger Stadtteil Querum.
Bei der Bundesforschungsanstalt für Forst- und Holzwirtschaft in Hamburg befasste er sich mit dem Forschungsprojekt: „Energetische Nutzung von Waldholz“. Danach war Brandes Laborleiter bei der Niedersächsischen Forstlichen Versuchsanstalt bei der Abteilung Waldschutz in Göttingen. Anschließend wurde er Leiter des niedersächsischen Forstamtes Danndorf und Dezernent der Bezirksregierung Braunschweig.
Er ist ehrenamtlicher Vorsitzender der Jägerschaft Braunschweig und ist tätig bei der Arbeitsgemeinschaft der Vereine und Körperschaften des Stadtteils Querum e.V., in der Freiwilligen Feuerwehr, im Lions-Club Braunschweig Alte Wiek und engagiert sich beim Tierschutz Braunschweig.

## Politik
1996 trat Brandes in die CDU ein und ist seitdem für sie aktiv. Er sitzt im Rat der Stadt Braunschweig, ist dort Mitglied des Fraktionsvorstandes und Vorsitzender des Bauausschusses. Bei der Kommunalwahl 2011 erreichte Hennig Brandes mit 3140 Personenstimmen das beste Ergebnis aller Ratskandidaten. Im Wasserverband Mittlere Oker ist er Verbandsvorsteher, bei kommunale Aufgaben wahrnehmenden privatisierten Gesellschaften hat er Funktionen als Aufsichtsrats- bzw. Beiratsmitglied inne.
Im Zweckverband Großraum Braunschweig (ZGB) war er Mitglied der Verbandsversammlung und Vorsitzender des Ausschusses für Regionalplanung und ist nach der am 11. Februar durch die Verbandsversammlung erfolgten Wahl seit dem 15. März 2010 dessen Verbandsdirektor. Nach Beendigung des Projektes „RegioStadtBahn“ Ende 2010, das einen Planungsvorlauf von zehn Jahren hatte, ist die Umsetzung des „Regionalbahnkonzept 2014+“ seine wichtigste  Aufgabe.  Das Konzept setzt auf konventionellen Schienen-Personen-Nahverkehr (SPNV) mit guten Umsteigemöglichkeiten zwischen Bahn, Stadtbahn und Bus. Grundlage des geplanten Angebotes ist ein Stundentakt auf allen Strecken. Ziel ist ein ausgewogenes SPNV-Angebot für das gesamte Verbandsgebiet, eine sinnvolle Vernetzung mit dem ÖPNV und eine Abstimmung des SPNV-Angebotes über das Verbandsgebiet hinaus mit den angrenzenden Aufgabenträgern.
Dem Niedersächsischen Landtag gehörte er – in der 15. Wahlperiode ab 2003 und bis zu seinem Ausscheiden am 16. März 2010 in der 16. Wahlperiode – als direkt gewählter Abgeordneter des Wahlkreises Braunschweig-Nord an. Als Landtagsabgeordneter war er in der 16. Wahlperiode in folgenden Gremien tätig: Stellvertretender Vorsitzender des Ausschusses für Wissenschaft und Kultur, Mitglied im Ausschuss für Umwelt und Klimaschutz sowie jeweils stellvertretendes Mitglied im Ausschuss für Wirtschaft, Arbeit und Verkehr, im Ausschuss Ernährung, Landwirtschaft, Verbraucherschutz und Landesentwicklung und in der Datenschutzkommission. In der 15. Wahlperiode arbeitete Brandes im Umweltausschuss und war stellvertretendes Mitglied im Ausschuss für Haushalt und Finanzen.
Am 29. November 2013 wurde Brandes mit 96 % der Stimmen auf einem Parteitag zum Oberbürgermeisterkandidaten der Braunschweiger CDU gewählt. Am 25. Mai 2014 trat Brandes als Kandidat der CDU für das Amt des Oberbürgermeisters der Stadt Braunschweig an. Er erreichte die Stichwahl und verlor dann am 15. Juni 2014 die Wahl gegen den SPD-Kandidaten Ulrich Markurth. Brandes setzte seine Arbeit als Verbandsdirektor des Zweckverbands Großraum Braunschweig (heute Regionalverband Braunschweig) fort, im März 2020 ging er in den Ruhestand. Neben seinem Hauptamt war Brandes noch Ratsherr der Stadt Braunschweig. Dieses Amt legte er jedoch zum 21. Oktober 2014 nieder.

## Auszeichnung
- 2024 Bürgermedaille der Stadt Braunschweig